# Гаспарян, Фернанду
Фернанду Гаспарян (порт. Fernando Gasparian; 27 января 1930, Сан-Паулу, Бразилия — 7 октября 2006, Сан-Паулу, Бразилия) — бразильский промышленник, издатель, политик, писатель и борец за демократию. Самый выдающийся издатель Бразилии конца XX века. Один из главных предпринимателей текстильной промышленности страны в 1960-х годах и владелец компании América Fabril, базирующейся в Рио-де-Жанейро, в которой работало более 5000 человек. После военного переворота 1964 года он стал подвергаться преследованиям со стороны диктатуры.
Директор Федерации промышленности штата Сан-Паулу. Профессор Университета Маккензи. Его имя носит электростанция Nova Piratininga.

## Биография
Фернандо Гаспарян родился 27 января 1930 в армянской семье промышленника. Окончил факультет гражданского строительства и электротехники Университета Маккензи, где он возглавлял академический центр. С 1951 по 1952 годы он был президентом Государственного союза студентов.
После изучения инженерного дела он и его друзья Альмино Афонсу, Маркос Перейра и Рубенс Пайва, который стал федеральным депутатом и позже был убит военными, в 1953 году возглавили периодическое издание «Jornal de Debates». В этот период Гаспарян вступил в Бразильскую социалистическую партию, участвовал в борьбе за сохранение Petrobras и государственной нефтяной монополии.
В начале 1964 года Гаспарян купил America Textil — крупную текстильную компанию в Рио-де-Жанейро, которая столкнулась с трудностями и получала поддержку от Banco do Brasil.
После поддержанного США военного путча против гражданского правительства президента Жоау Гуларта в 1964 году, Гаспарян стал мишенью для новой диктатуры как основатель оппозиционного Бразильского демократического движения. Военные прекратили банковское финансирование его компании.
В 1969 году его лишили всех должностей и обвинили в противодействии существующему общественному порядку, так что Гаспарян счел целесообразным покинуть Бразилию и в конечном итоге найти должность преподавателя в колледже Святого Антония в Оксфорде.
Гаспарян вернулся в Бразилию в 1972 году, чтобы основать «Opinião» — журнал, который сыграл важную роль в борьбе с диктатурой (в нём сотрудничали Селсу Фуртаду, Оскар Нимейер, Фернанду Энрике Кардозу), а также приобрёл издательский дом Paz e Terra. С годами это стало локомотивом политической и социальной мысли и теологии освобождения
Его второй номер привел в ярость военных, поскольку содержал текст лекции Элдера Камары — архиепископа Олинды и Ресифи. Гаспарян был обвинен в преступлениях против «национальной безопасности» режимом, но продолжил бросать вызов цензуре. Так, он издал «Педагогику угнетённых» своего друга Паулу Фрейре, на тот момент запрещённого и изгнанного из страны режимом, получив оригиналы, «контрабандно ввезённые» в Бразилию швейцарским политиком и дипломатом Жаном Циглером. В 1976 году в его редакции была заложена бомба.
Когда диктатура уступила место конституционному правительству, Гаспарян стал уделять больше времени политике, став в 1985 году казначеем предвыборной кампании своего друга Фернанду Энрике Кардозу на пост мэра Сан-Паулу.
В 1986 году Гаспарян был избран в учредительное собрание, разработавшее новую конституцию, в которой он работал до 1988 года. Там он настаивал на ограничении в 12 процентов ставок по банковским кредитам, финансовой поддержке аграрной реформы, ограничениях на иностранные инвестиции в горнодобывающую промышленность и запрет на смертную казнь.
С 1993 по 1995 годы Гаспарян был активным членом Латиноамериканского парламента. У него возникало всё больше разногласий с Ф. Э. Кардозу после того, как последний стал президентом. В 1995 году Гаспарян публично раскритиковал его за чрезмерную зависимостью от иностранных банков, привлеченных в Бразилию высокими процентными ставками.
Гаспарян также запустил журнал «Político Externa», который сегодня способствует дебатам о политике бразильских международных отношений.
Гаспарян был автором книг «Иностранный капитал и развитие в Латинской Америке», «В защиту национальных интересов», «Борьба с ростовщичеством» и других.